# Камзолова, Александра Ивановна
Александра Ивановна Камзолова (1909 — ?) — звеньевая колхоза имени Карла Маркса, город Кизляр Грозненской области. Герой Социалистического труда

## Биография
Родилась в 1916 году на территории современного Краснодарского края. По национальности — русская. На период середины 1940-х годов трудилась звеньевой в виноградарском колхозе имени Карла Маркса Кизлярского округа. По итогам работы в 1948 году звеном Камзоловой получен урожай винограда 200,8 центнера с гектара на площади 4,9 гектара поливных виноградников. Указом Президиума Верховного Совета СССР от 17 сентября 1949 года за получение высоких урожаев винограда в 1948 году Камзоловой Александре Ивановне присвоено звание Героя Социалистического Труда с вручением ордена Ленина и золотой медали «Серп и Молот». Сведений о дальнейшей судьбе нет.